# Classe Foxtrot

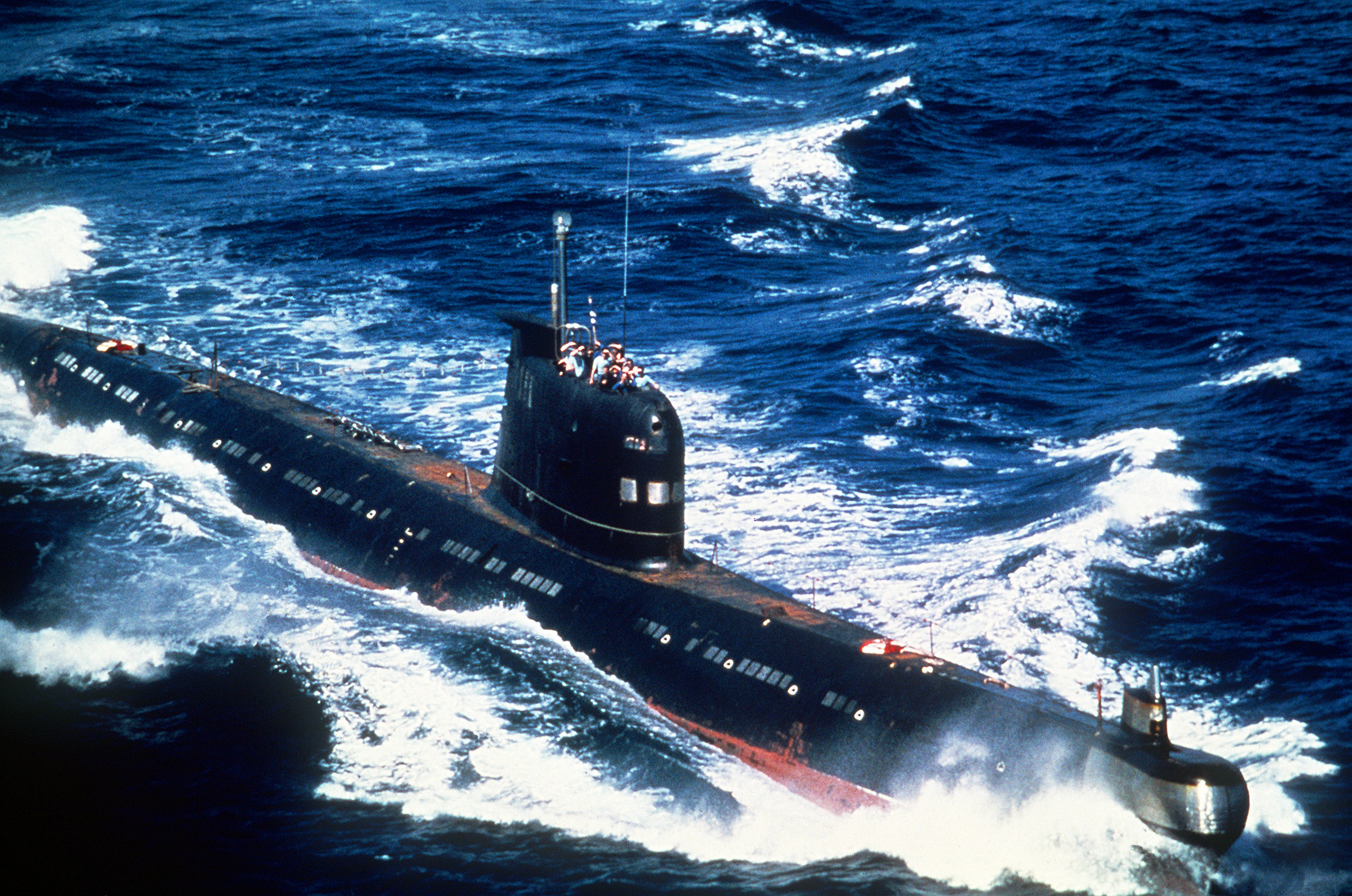
Submarino Foxtrot a serviço de Cuba

Classe Foxtrot foi o nome geral da OTAN dado a uma classe de submarinos de patrulha que foram construídos na União Soviética. A URSS designava esta classe como Projeto 641.
A Classe Foxtrot foi projetada para substituir a anterior Classe Zulu, que sofria de debilidades estruturais e problemas de vibração que limitavam a sua profundidade operacional e velocidade de submersão. O primeiro Foxtrot foi estabelecido em 1957 e comissionados em 1958, enquanto o última foi concluído em 1983. Um total de 58 foram construídos para a Marinha Soviética em São Petersburgo. Adicionais cascos foram construídas para outros países.